# 高知特
高知特（英語：Cognizant Technology Solutions Corp），是一家管理咨询、信息技术及业务流程外包服务供应商。总部位于新泽西州的提内克。是纳斯达克100指数和标准普尔500指数的成分股。

## 历史
1994年作为邓白氏的内部技术部门，1996年开始服务于外部客户。经过一系列母公司的分裂和重组，1998年公司进行IPO，成为纳斯达克上的首位软件服务商。2000年网络泡沫时，意识到大公司不愿意进行软件维护，便转型成为软件发展、系统升级和咨询服务的公司。
1998年在纳斯达克（NASDAQ）上市， 股票代码-NASDAQ：CTSH
2011年荣登财富500强企业。被财富杂志分别评为2012年增长最快的公司和2015年最受赞赏的软件服务公司。
2012年被福布斯杂志评为增长最快的25家科技公司之一。

## 财富500强排名
| 年份 | 排名 |
| ---- | ---- |
| 2021 | 185  |
| 2020 | 194  |
| 2019 | 193  |
| 2018 | 195  |
| 2017 | 205  |
| 2016 | 230  |
| 2015 | 288  |
| 2014 | 308  |
| 2013 | 352  |
| 2012 | 398  |
| 2011 | 484  |